# Arquidiócesis de Turín
La arquidiócesis de Turín (en latín: Archidioecesis Taurinensis y en italiano: Arcidiocesi di Torino) es una circunscripción eclesiástica de la Iglesia católica en Italia. Se trata de una arquidiócesis latina, sede metropolitana de la provincia eclesiástica de Turín. Desde el 19 de febrero de 2022 su arzobispo es el cardenal Roberto Repole.

## Territorio y organización

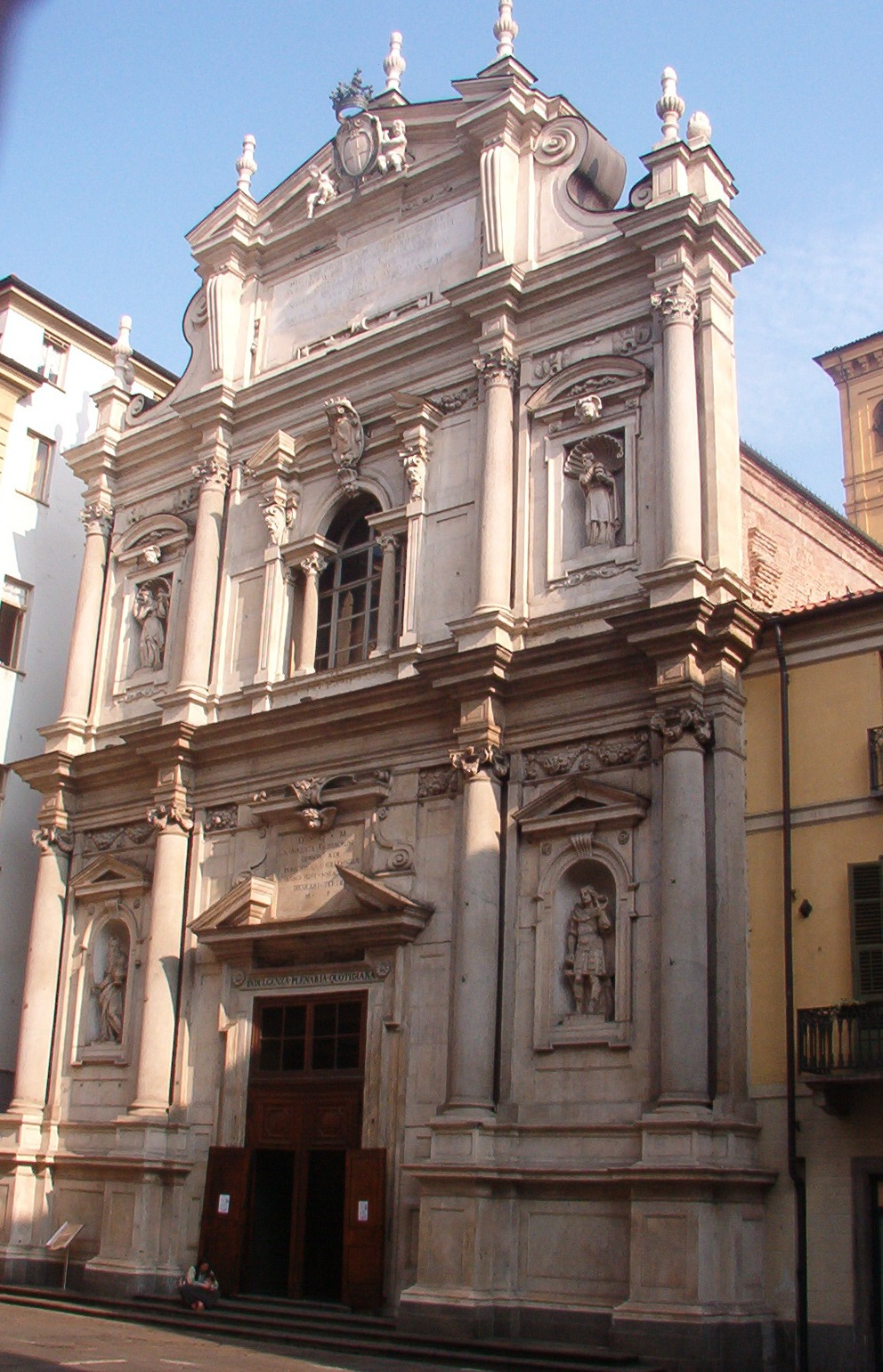
Basílica del Corpus Domini, en Turín

La arquidiócesis tiene 3540 km² y extiende su jurisdicción sobre los fieles católicos de rito latino residentes en parte de la región de Piamonte, comprendiendo:
- en la ciudad metropolitana de Turín las comunas de: Groscavallo, Chialamberto, Cantoira, Ceres, Mezzenile, Viù, Lemie, Usseglio, Monastero di Lanzo, Coassolo Torinese, Pessinetto, Lanzo Torinese, Traves, Germagnano, Corio, Balangero, Cafasse, Vallo Torinese, Varisella, La Cassa, Givoletto, Val della Torre, Caselette, Alpignano, Rosta, Rivoli, Villarbasse, Rivalta di Torino, Buttigliera Alta, Avigliana, Valgioie, Coazze, Giaveno, Cumiana, Piossasco, Bruino, Sangano, Trana, Reano, Volvera, Airasca, Scalenghe, Cercenasco, Vigone, Garzigliana, Cavour, Villafranca Piemonte, Pancalieri, Virle Piemonte, Castagnole Piemonte, None, Piobesi Torinese, Candiolo, Orbassano, Beinasco, Grugliasco, Collegno, Pianezza, San Gillio, Druento, Fiano, Grosso, Villanova Canavese, Robassomero, Nole, Mathi, Balangero, Corio, Rocca Canavese, Forno Canavese, Levone, Canischio, San Colombano Belmonte, Prascorsano, Pratiglione, Cuorgnè (en parte), Valperga, Salassa, Pertusio, San Ponso, Oglianico, Rivara, Busano, Favria, Barbania, Vauda Canavese, Front, Rivarossa, San Carlo Canavese, San Francesco al Campo, Cirié, San Maurizio Canavese, Caselle Torinese, Leini, Venaria Reale, Borgaro Torinese, Mappano, Volpiano, Brandizzo, Settimo Torinese, Gassino Torinese, Castiglione Torinese, San Mauro Torinese, Turín, Baldissero Torinese, Pino Torinese, Pecetto Torinese, Moncalieri, Nichelino, Trofarello, Cambiano, Chieri, Santena, La Loggia, Vinovo, Piobesi Torinese, Carignano, Villastellone, Poirino, Osasio, Lombriasco, Carmagnola, Andezeno, Pavarolo, Montaldo Torinese, Marentino, Sciolze, Rivalba, San Raffaele Cimena, Castagneto Po, Arignano, Mombello di Torino, Moriondo Torinese, Riva presso Chieri, Casalborgone, San Sebastiano da Po, Lauriano;
- en la provincia de Cúneo las comunas de: Moretta, Faule, Polonghera, Murello, Casalgrasso, Racconigi, Cavallerleone, Caramagna Piemonte, Sommariva del Bosco, Sanfrè, Cavallermaggiore, Marene, la mayor parte de Savigliano y casi todo Bra;
- en la provincia de Asti las comunas de: Moncucco Torinese, Buttigliera d'Asti, Berzano di San Pietro, Aramengo, Passerano Marmorito y parte de Castelnuovo Don Bosco.

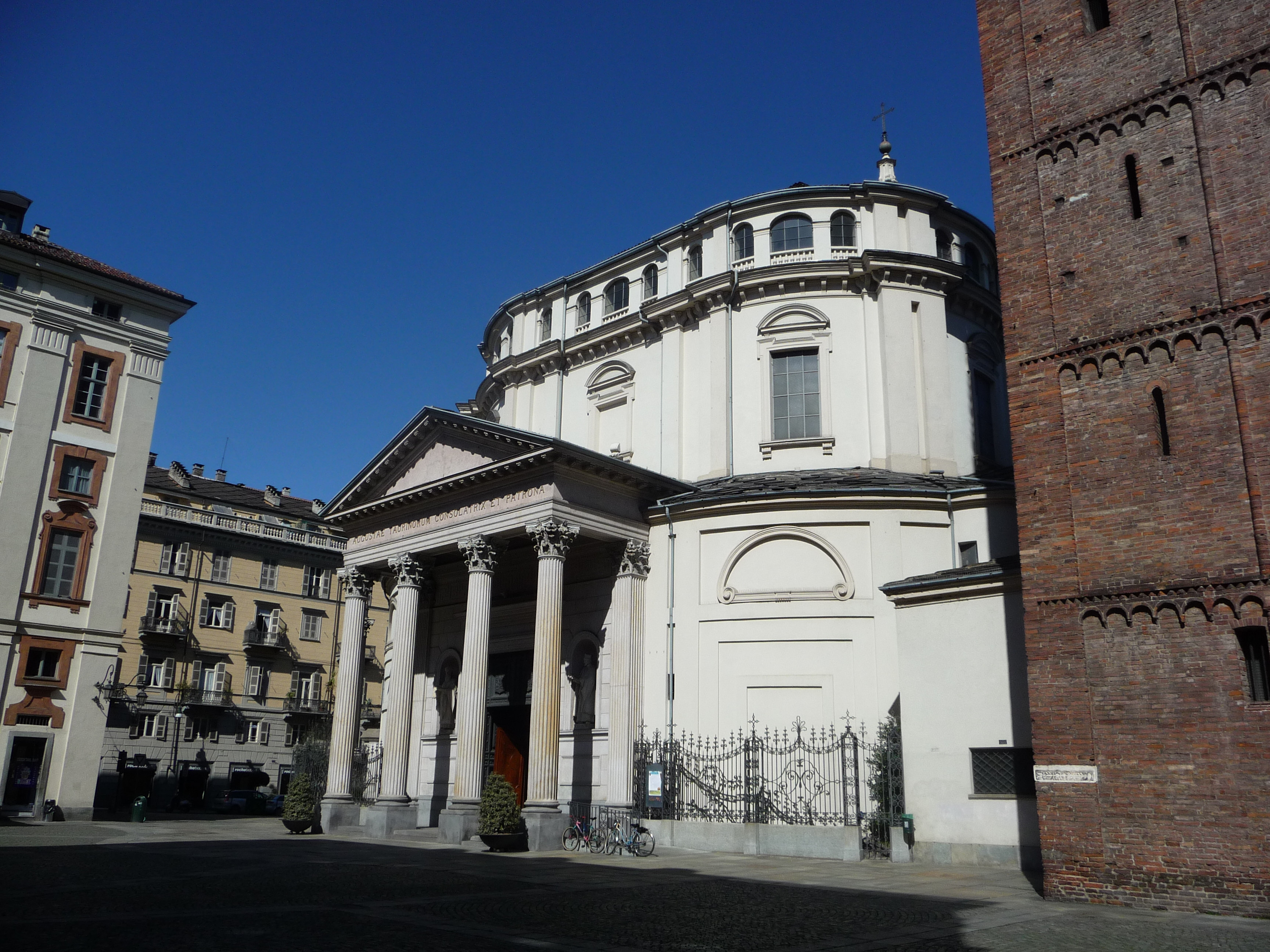
Santuario de la Consolata, en Turín

La sede de la arquidiócesis se encuentra en la ciudad de Turín, en donde se halla la Catedral de San Juan Bautista. Hay 4 basílicas menores en la arquidiócesis: en Turín la basílica del Corpus Domini, el santuario de la Consolata y la basílica de María Auxiliadora, y en Colle Don Bosco la basílica de Don Bosco.

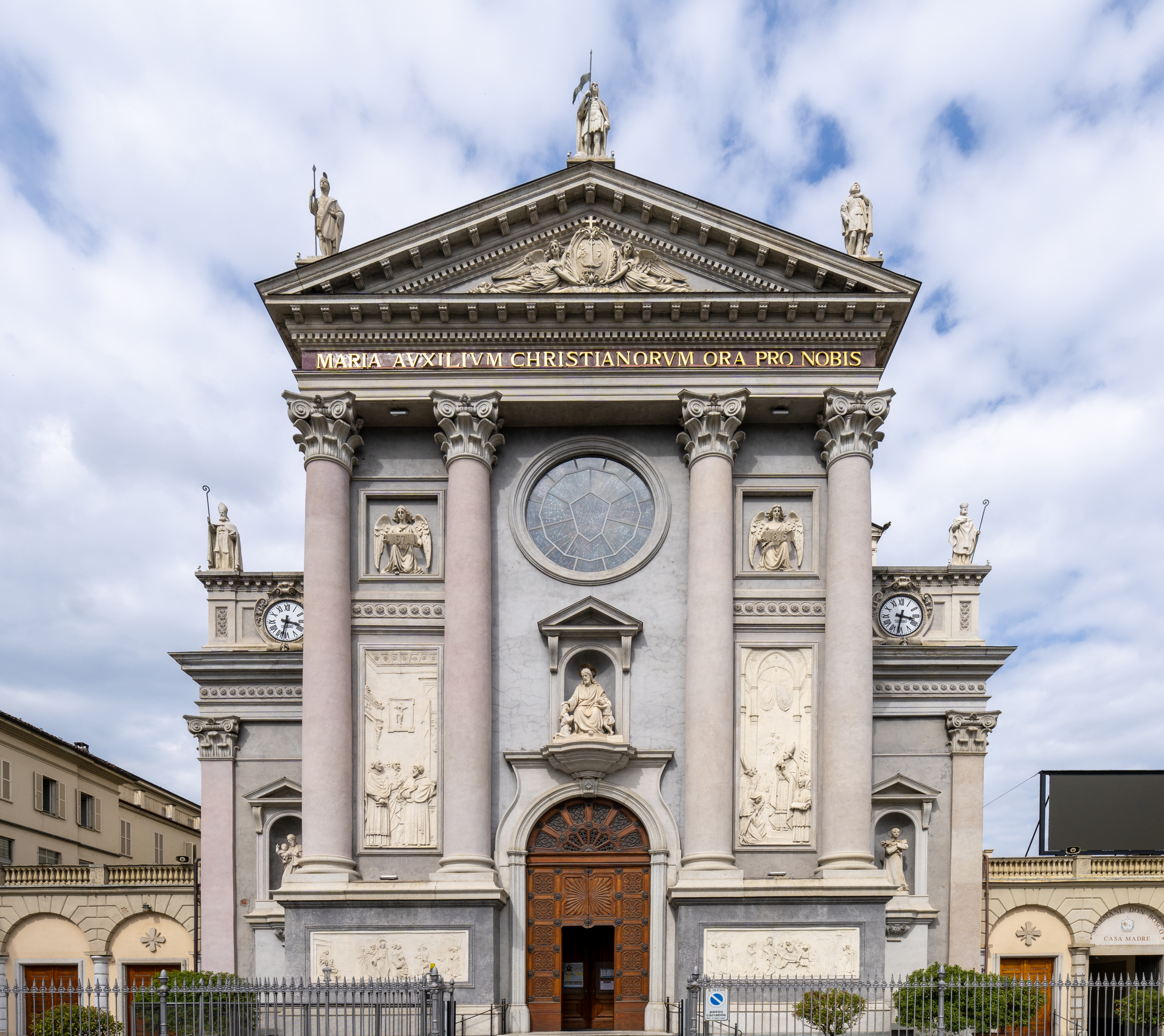
Basílica de María Auxiliadora, en Turín

La arquidiócesis tiene como sufragáneas a las diócesis de: Acqui, Alba, Aosta, Asti, Cúneo-Fossano, Ivrea, Mondovì, Pinerolo, Saluzzo y Susa.

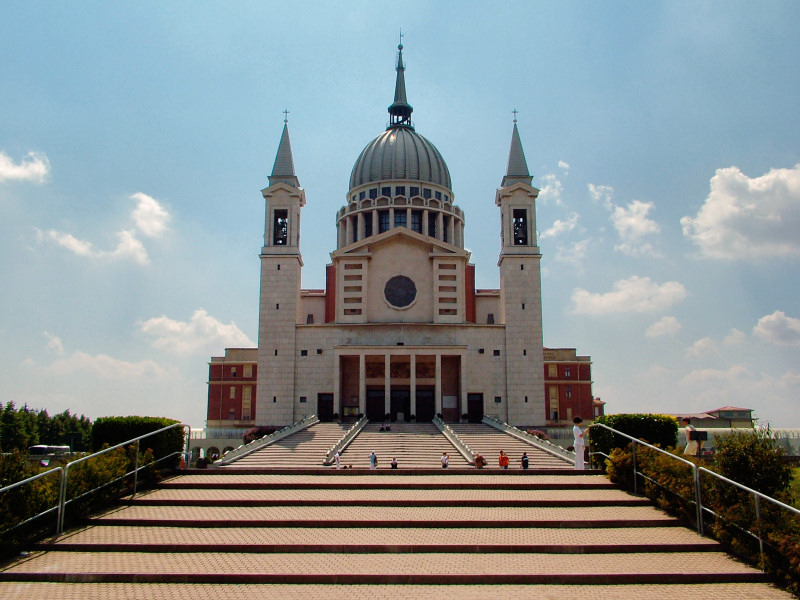
Basílica de Don Bosco, en Colle Don Bosco

En 2022 en la arquidiócesis existían 346 parroquias agrupadas en 64 unidades pastorales, que a su vez forman 26 áreas vicariales, y estas se agrupan en 4 distritos pastorales: Torino città, Torino nord, Torino sud-est y Torino ovest.

## Historia
No abundan los elementos históricamente documentados sobre los orígenes del cristianismo en Turín. Probablemente se pueda reconocer a los santos Avventor, Octavio y Solutor (que vivieron en el siglo III) como los protomártires de Turín o al menos a aquellos cuyos nombres se conocen, ya venerados en tiempos de san Máximo. Las comunidades cristianas del actual noroeste de Italia se organizaban en Iglesias (es decir, diócesis), encabezadas por un obispo, principalmente en la era constantiniana.
Según la tradición, el primer obispo de Turín fue san Máximo (también conocido como Máximo I): no hay noticias de otros obispos anteriores a él; Máximo I murió entre 408 y 423. Se recuerda a otro obispo llamado Máximo, el primero históricamente documentado, que participó en dos sínodos, en Milán en 451 y en Roma en 465.
Originariamente la diócesis de Turín se extendía por los valles de Maurienne, Susa y Lanzo, que a finales del siglo XVI pasaron a estar bajo la jurisdicción del obispo de Saint-Jean de Maurienne. En 1033 la diócesis de Turín volvió a adquirir los valles de Susa y Lanzo.
Durante la Edad Media el cabildo catedralicio era el encargado de elegir al obispo, pero a partir del siglo XIV la Santa Sede ejerció su influencia en la elección. En 1300 Bonifacio VIII anuló la elección de Tomás II de Saboya realizada por el capítulo e impuso a Teodisio Revelli en la silla de Turín. En 1411 los derechos de los canónigos ya estaban extintos y Juan XXII eligió a Aimone da Romagnano, sin permitir al capítulo presentar una propuesta.
El 6 de junio de 1453 las crónicas relatan el famoso milagro del Corpus Domini, que es el origen de la basílica del mismo nombre. Según las crónicas de la época, una hostia presente en una custodia robada se levantó y quedó suspendida en el aire, por encima de muchos espectadores. Una vez que llegó el obispo, la hostia permaneció suspendida hasta descansar sobre un cáliz. Las especies eucarísticas incorruptas se habrían conservado incluso después de la erección de la basílica (1521), hasta que Roma ordenó consumirlas sacramentalmente.
A lo largo de la Edad Media siguió siendo sufragánea de la arquidiócesis de Milán hasta el 21 de mayo de 1515, cuando el papa León X mediante la bula Cum illius la elevó al rango de arquidiócesis metropolitana, dándole con otra bula del mismo día (Hodie ex certis) como diócesis sufragáneas a las de Mondovì e Ivrea.
En 1578 la antigua reliquia de la Sábana Santa fue trasladada de Chambéry a Turín.
El 15 de abril de 1592 la arquidiócesis cedió una parte de su territorio para la erección de la diócesis de Fossano mediante la bula Cum Principatus Pedemontium del papa Clemente VIII.
El primer sínodo diocesano se celebró del 1 al 3 de mayo de 1729, presidido por el arzobispo Francesco Arborio Gattinara.
En el siglo XVIII adquirió gran importancia sobre todo gracias a los obispos Francesco Luserna Rorengo de Rorà, Giambattista Roero de Pralormo, que celebró el segundo sínodo diocesano los días 20 y 21 de abril de 1755, y Vittorio Maria Baldassare Gaetano Costa d'Arignano.
El 23 de diciembre de 1748 cedió una porción de su territorio para la erección de la diócesis de Pinerolo mediante la bula In sacrosancta del papa Benedicto XIV.
El 3 de agosto de 1772 cedió otra porción de su territorio para la erección de la diócesis de Susa mediante la bula Quod nobis del papa Clemente XIV.
Con motivo de la reorganización de las diócesis piamontesas deseada por Napoleón Bonaparte, 9 diócesis de la región fueron suprimidas, incluida la de Susa, según lo establecido por el breve Gravissimis causis del papa Pío VII del 1 de junio de 1803, cuyo territorio se unió a la de Turín. La sede de Susa fue restablecida el 17 de julio de 1817 mediante la bula Beati Petri del propio Pío VII, obteniendo el territorio de la arquidiócesis de Turín.
En el siglo XIX la arquidiócesis de Turín estaba poblada por numerosos santos: san José Benedetto Cottolengo, fundador de la Pequeña Casa de la Divina Providencia; san Juan Bosco fundador de los salesianos; san Leonardo Murialdo, fundador de la Congregación de San José; san Giuseppe Cafasso, la alegría de los ahorcados en el Rondo della Forca; santa María Dominica Mazzarello; santo Domingo Savio; el beato Francesco Faà di Bruno; seguido luego por el beato Giuseppe Allamano, sobrino de san Giuseppe Cafasso, fundador de los Misioneros de la Consolata, y por el beato Piergiorgio Frassati.
Del 2 al 6 de septiembre de 1894 tuvo lugar en Turín el segundo Congreso Eucarístico nacional, celebrado por el arzobispo Davide Riccardi con la participación de una cincuentena de obispos.
En 1947 cedió partes de su territorio a la diócesis de Gap (hoy diócesis de Gap-Embrun) y a la diócesis de Saint-Jean de Maurienne.
Del 6 al 13 de septiembre de 1953 Turín acogió el XIV Congreso Eucarístico nacional .
El 13 de octubre de 1961, con la carta apostólica Quam Ecclesia, el papa Juan XXIII proclamó a la Bienaventurada Virgen María de la Consolación como patrona principal de la arquidiócesis.
Desde 1983 el arzobispo ha sido designado por el papa como custodio de la Sábana Santa.
Desde el 19 de febrero de 2022 está unida in persona episcopi a la diócesis de Susa.

## Estadísticas
Según el Anuario Pontificio 2023 la arquidiócesis tenía a fines de 2022 un total de 1 954 900 fieles bautizados.
| Año                                                                             | Población            | Población | Población      | Sacerdotes | Sacerdotes    | Sacerdotes    | Bautizados por sacerdote | Diáconos permanentes | Religiosos | Religiosos | Parroquias |
| Año                                                                             | Bautizados católicos | Total     | % de católicos | Total      | Clero secular | Clero regular | Bautizados por sacerdote | Diáconos permanentes | Varones    | Mujeres    | Parroquias |
| ------------------------------------------------------------------------------- | -------------------- | --------- | -------------- | ---------- | ------------- | ------------- | ------------------------ | -------------------- | ---------- | ---------- | ---------- |
| 1950                                                                            | 1 088 000            | 1 100 000 | 98.9           | 1885       | 1085          | 800           | 577                      |                      | 2000       | 8000       | 332        |
| 1969                                                                            | 1 809 000            | 1 852 475 | 97.7           | 1667       | 931           | 736           | 1085                     |                      | 1294       | 6000       | 373        |
| 1980                                                                            | 2 006 000            | 2 119 000 | 94.7           | 1908       | 912           | 996           | 1051                     | 24                   | 1729       | 5800       | 397        |
| 1990                                                                            | 2 019 000            | 2 080 000 | 97.1           | 1702       | 762           | 940           | 1186                     | 85                   | 1480       | 5535       | 355        |
| 1999                                                                            | 2 000                | 2 143 843 | 93.3           | 1519       | 679           | 840           | 1316                     | 116                  | 1368       | 4207       | 357        |
| 2000                                                                            | 2 065 443            | 2 143 843 | 96.3           | 1518       | 678           | 840           | 1360                     | 118                  | 1351       | 4125       | 357        |
| 2001                                                                            | 2 065 443            | 2 143 843 | 96.3           | 1483       | 673           | 810           | 1392                     | 119                  | 1289       | 4023       | 357        |
| 2002                                                                            | 2 065 443            | 2 143 843 | 96.3           | 1451       | 675           | 776           | 1423                     | 122                  | 1265       | 3949       | 357        |
| 2003                                                                            | 2 065 443            | 2 143 843 | 96.3           | 1380       | 656           | 724           | 1496                     | 125                  | 1206       | 3927       | 357        |
| 2004                                                                            | 2 065 443            | 2 143 843 | 96.3           | 1358       | 644           | 714           | 1520                     | 128                  | 1183       | 3915       | 359        |
| 2010                                                                            | 2 020 313            | 2 115 000 | 95.5           | 1137       | 561           | 576           | 1776                     | 131                  | 913        | 3603       | 359        |
| 2014                                                                            | 2 057 000            | 2 153 000 | 95.5           | 1055       | 520           | 535           | 1949                     | 133                  | 849        | 2459       | 355        |
| 2017                                                                            | 2 024 600            | 2 113 500 | 95.8           | 980        | 473           | 507           | 2065                     | 137                  | 793        | 2130       | 354        |
| 2020                                                                            | 1 982 236            | 2 070 000 | 95.8           | 890        | 435           | 455           | 2227                     | 149                  | 712        | 1872       | 347        |
| 2022                                                                            | 1 954 900            | 2 037 900 | 95.9           | 842        | 413           | 429           | 2321                     | 142                  | 641        | 1656       | 346        |
| Fuente: Catholic-Hierarchy, que a su vez toma los datos del Anuario Pontificio. |                      |           |                |            |               |               |                          |                      |            |            |            |

## Episcopologio
- San Máximo I † (390-420 falleció)
- Massimo II † (antes de 451-después de 465)
- Vittore † (mencionado en 494)
- Tigridio † (antes de 501-después de 502)
- Ruffo † (antes de 562)
- Ursicino † (562-20 de octubre de 609 falleció)
- Rustico † (antes de 680-15 de septiembre de 691 falleció)
- Valcuno o Walcuno? † (mencionado en 739)[nota 2]
- Andrea † (mencionado en un época comprendida entre 773 y 800)
- Claudio I † (circa 818-después del 8 de mayo de 827)[nota 3]
- Witgario o Vitgario † (antes del 22 de enero de 832-después del 8 de mayo de 838)[nota 4]
- Regimiro † (siglo IX)[nota 5]
- Guglielmo I? † (circa 840)[nota 6]
- Claudio II † (circa 873)[nota 7]
- Lancio? † (mencionado en 887)[nota 8]
- Amulo † (antes de abril de 880-después del 21 de mayo de 898)[nota 9]
- Eginolfo † (mencionado en 901)
- Guglielmo II † (antes de 906-después de 920?)[nota 10]
- Ricolfo? † (mencionado en 945)[nota 11]
- Amalrico † (antes de junio de 955-después de noviembre o diciembre de 969)[nota 12]
- Aunuco? †[nota 13]
- Amizone (Amizo) † (antes de 989-después del 1 de septiembre de 998)
- Gezone † (inicio del siglo XI)[nota 14]
- Bonifacio? †[nota 15]
- Landolfo † (circa 1011-circa 1037)
  - Pietro? (antiobispo)[nota 16]
- Guidone (o Widone) † (enero/marzo de 1039-20 de enero de 1046 falleció)
- Regimiro? †[nota 17]
- Cuniberto † (11/26 de mayo de 1046-después del 20 de julio de 1081)
- Ogero? †[nota 18]
- Umberto? †[nota 19]
- Guglielmo III (o Vitelmo) † (antes del 3 de agosto de 1083-después del 15 de marzo de 1089)[nota 20]
- Guiberto I † (antes del 20 de septiembre de 1098-después del 16 de febrero de 1099 falleció)[nota 21]
- Mainardo † (antes del 15 de julio de 1100-10 de septiembre de 1117 o 1118 falleció)[nota 22]
- Guiberto II (o Umberto) † (mencionado el 12 de noviembre de 1118)
- Bosone † (antes del 13 de diciembre de 1122-después de 1125)[nota 23]
- Arberto † (mencionado el 29 de noviembre de 1140)[nota 24]
- Oberto † (antes de abril de 1144-después de 1145)[nota 25]
- Carlo I † (antes del 4 o 5 de junio de 1147-1162 falleció)[nota 26]
- Guglielmo IV † (antes del 9 de septiembre de 1162-después de 1163)[nota 27]
- Carlo II † (antes del 15 de febrero de 1165-después del 1 de febrero de 1169)
- Milone da Cardano † (antes del 27 de febrero de 1170-5 de diciembre de 1187 nombrado arzobispo de Milán)[nota 28]
- Arduino † (antes dell'11 de junio de 1188-después del 7 de junio de 1207)
  - Jacopo Ratteri † (antiobispo)[nota 29]
- Giacomo I di Carisio † (antes del 10 de septiembre de 1207-antes del 16 de noviembre de 1226 falleció)[nota 30]
  - Ainardo † (antiobispo)[nota 31]
- Giacomo II † (después del 16 de noviembre de 1226-después del 7 de marzo de 1231 renunció)[nota 32]
- Uguccione Caqualoro † (3/12 de julio de 1231-antes de abril de 1243 renunció)[nota 33]
- Giovanni Arborio † (después del 10 de mayo de 1244-después del 9 de septiembre de 1257 falleció) (obispo electo)[nota 34]
- Gandolfo † (antes del 1 de enero de 1259-antes de fines de 1260?)[nota 35]
- H., O.F.M. † (? falleció)[nota 36]
- Goffredo Montanari † (20 de febrero de 1264-agosto de 1300 falleció)
- Teodisio Revelli † (6 de noviembre de 1301[nota 37]-de octubre de 1319 falleció)
- Guido Canale † (16 de mayo de 1320-1348 falleció)
- Tommaso II di Savoia † (10 de noviembre de 1348-1362 falleció)
- Bartolomeo † (1362-1364 falleció)
- Giovanni da Rivalta † (15 de enero de 1365-mayo o junio de 1411 falleció)
- Aimone da Romagnano † (15 de julio[nota 38] de 1411-septiembre de 1438 falleció)
- Ludovico da Romagnano † (10 de octubre de 1438-1468 falleció)
- Giovanni Compesio † (21 de noviembre de 1469-24 de julio de 1482 nombrado arzobispo de Ginebra)
- Domenico della Rovere † (24 de julio de 1482-1 de mayo de 1501 falleció)
- Giovanni Ludovico della Rovere † (1 de mayo de 1501 por sucesión-de agosto de 1510 falleció)
- Giovanni Francesco della Rovere † (agosto de 1510 por sucesión-1516 falleció)
  - Innocenzo Cybo † (28 de octubre de 1516-11 de mayo de 1517 renunció) (administrador apostólico)
- Claude de Seyssel † (11 de mayo de 1517-1 de junio de 1520 falleció)
  - Innocenzo Cybo † (4 de julio de 1520-1548 renunció) (administrador apostólico, por segunda vez)
- Cesare Cybo † (22 de junio de 1548-26 de diciembre de 1562 falleció)
  - Innico d'Avalos d'Aragona, O.S.Iacobi † (3 de enero de 1563-mayo de 1564 renunció) (administrador apostólico)
- Gerolamo della Rovere † (12 de mayo de 1564-26 de enero de 1592 falleció)
- Carlo Broglia † (20 de noviembre de 1592-8 de febrero de 1617 falleció)
- Filiberto Milliet † (17 de diciembre de 1618-4 de septiembre de 1625 falleció)
- Giovanni Battista Ferrero, O.P. † (7 de septiembre de 1626-12 de julio de 1627 falleció)
  - Sede vacante (1627-1632)
- Antonio Provana † (19 de enero de 1632-14 o 25 de julio de 1640 falleció)
- Giulio Cesare Barbera (Bergera) † (23 de febrero de 1643-3 de noviembre de 1660 falleció[10])
- Michele Beggiamo † (21 de agosto de 1662-24 de noviembre de 1689 falleció[11])
- Michele Antonio Vibò † (27 de noviembre de 1690-13 de febrero de 1713 falleció)
  - Sede vacante (1713-1727)
- Francesco Giuseppe Arborio di Gattinara, B. † (25 de junio de 1727-14 de octubre de 1743 falleció)
- Giambattista Roero di Pralormo † (3 de febrero de 1744-9 de octubre de 1766 falleció)
- Francesco Luserna Rorengo di Rorà † (14 de marzo de 1768-14 de marzo de 1778 falleció)
- Vittorio Maria Baldassare Gaetano Costa d'Arignano † (28 de septiembre de 1778-16 de mayo de 1796 falleció)
- Carlo Luigi Buronzo del Signore † (24 de julio de 1797-24 de junio de 1805 renunció)
- Giacinto della Torre, O.E.S.A. † (26 de junio de 1805-8 de abril de 1814 falleció)
  - Sede vacante (1814-1818)
- Columbano Giovanni Battista Carlo Gaspare Chiaverotti, O.S.B.Cam. † (21 de diciembre de 1818-6 de agosto de 1831 falleció)
- Luigi Fransoni † (24 de febrero de 1832-26 de marzo de 1862 falleció)[nota 39]
  - Sede vacante (1862-1867)
- Alessandro Riccardi di Netro † (22 de febrero de 1867-16 de octubre de 1870 falleció)
- Lorenzo Gastaldi † (27 de octubre de 1871-25 de marzo de 1883 falleció)
- Gaetano Alimonda † (9 de agosto de 1883-30 de mayo de 1891 falleció)
- Davide Riccardi † (14 de diciembre de 1891-20 de mayo de 1897 falleció)
- Agostino Richelmy † (18 de septiembre de 1897-10 de agosto de 1923 falleció)
- Giuseppe Gamba † (20 de diciembre de 1923-26 de diciembre de 1929 falleció)
- Maurilio Fossati, O.SS.G.C.N. † (11 de diciembre de 1930-30 de marzo de 1965 falleció)
- Michele Pellegrino † (18 de septiembre de 1965-27 de julio de 1977 retirado)
- Anastasio Alberto Ballestrero, O.C.D. † (1 de agosto de 1977-31 de enero de 1989 retirado)
- Giovanni Saldarini † (31 de enero de 1989-19 de junio de 1999 retirado)
- Severino Poletto † (19 de junio de 1999-11 de octubre de 2010 retirado)
- Cesare Nosiglia (11 de octubre de 2010-19 de febrero de 2022 retirado)
- Roberto Repole, desde el 19 de febrero de 2022